# Władysław Popielarczyk

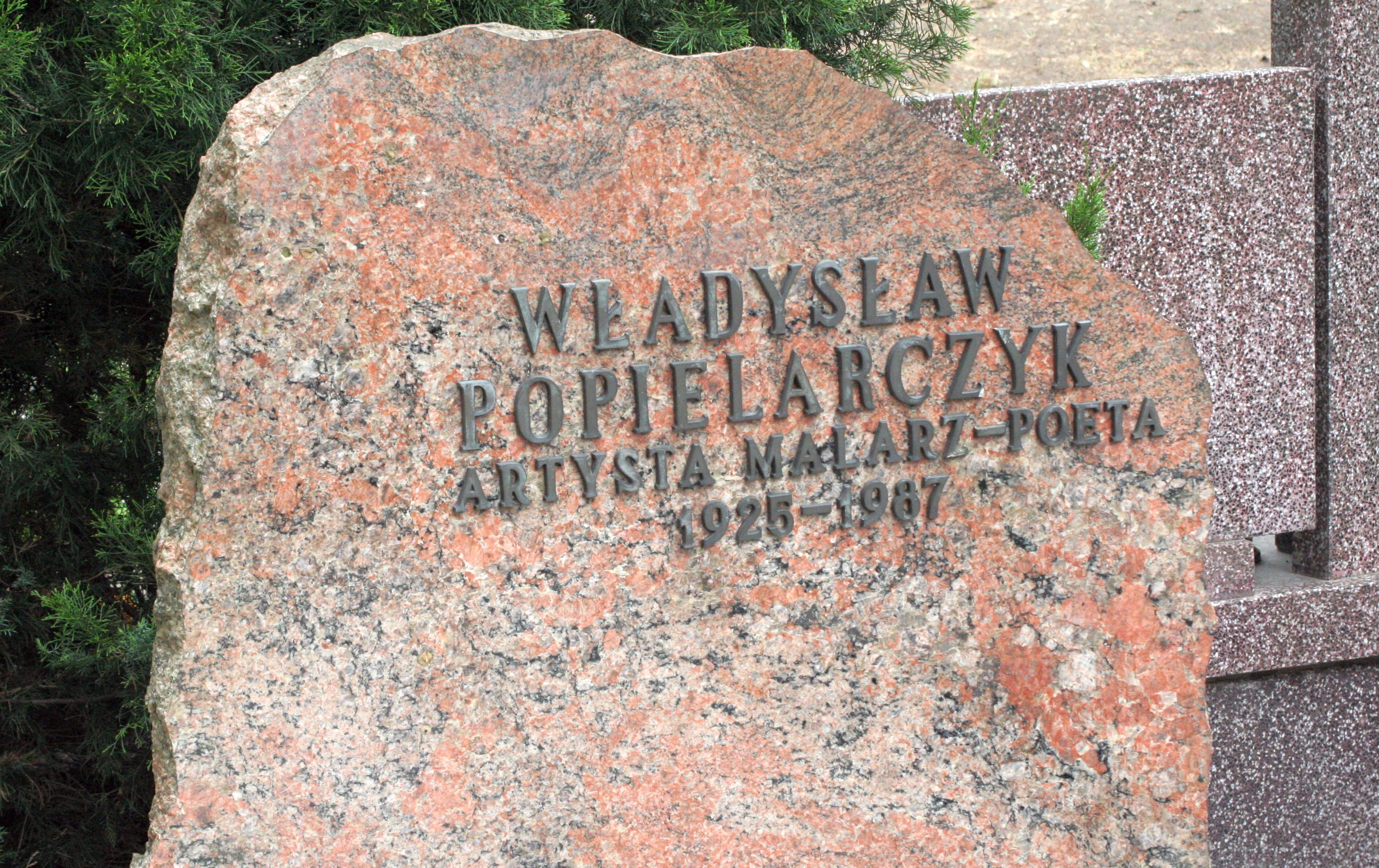
Nagrobek Władysława Popielarczyka na Cmentarzu Wojskowym na Powązkach w Warszawie

Władysław Popielarczyk (ur. 22 listopada 1925 w Szteklinie na Kociewiu, zm. 17 września 1987 w Warszawie) – polski malarz artysta i poeta.

## Życie
Ojciec artysty Aleksander, który był rolnikiem, został rozstrzelany przez Niemców w 1939 roku w Zajączku, matka Waleria z domu Belicka pracowała jako położna.
Dzieciństwo i młodość (do 15 roku życia) spędził w Wielkim Bukowcu. W okresie wojny pracował w gospodarstwie na Żuławach oraz w Gdyni na kolei. W latach 1943–44 przebywał we Francji i Włoszech. W 1951 r. żeni się z Wandą Żukow, nauczycielką języka rosyjskiego i historii. W 1953 r. przenosi się do Warszawy.
Uczył się najpierw w Liceum Plastycznym w Orłowie. Studia malarskie rozpoczął w Państwowym Instytucie  Sztuk Plastycznych w Sopocie, kontynuował  je w Akademii Sztuk Pięknych w Warszawie, gdzie w 1955 uzyskał dyplom u prof. Edwarda Kokoszko. Ukończył także studium pedagogiczne.
Pochowany został na Cmentarzu Wojskowym na Powązkach. Pośmiertnie odznaczony został Krzyżem Kawalerskim Orderu Odrodzenia Polski.
Miał starszą siostrę Zofię (ur. w 1924 r.) oraz dwie córki: Barbarę i Hannę. Barbara Popielarczyk-Daszewska urodziła się w 1952 r. w Gdańsku. W 1976 r. ukończyła studia na Wydziale Tkaniny Artystycznej w Państwowej Wyższej Szkole Sztuk Plastycznych w Łodzi. Zajmuje się również malarstwem i grafiką. Wnuczka artysty Dominika Daszewska, córka Barbary, także jest malarką.
Zawsze czuł się Kociewiakiem. Często odwiedzał krewnych, przyjaciół i znajomych w Zblewie, Starogardzie Gdańskim, Tczewie, Osieku, Lubichowie i Wielkim Bukowcu. Malował tu obrazy, koncertował, brał udział w uroczystościach gminnych, przysyłał kartki z różnych stron świata.

## Twórczość
Uprawiał malarstwo sztalugowe i ścienne. Tworzył wystroje plastyczne w obiektach użyteczności kulturalnej i publicznej: freski, mozaiki, płaskorzeźby, witraże. Malował cykle: „Malowane okna”, „Madonny współczesne”, „Macierzyństwo”, obrazy hexagonalne, cykl rysowanych listów. Inspirowała go ludzka głowa, tworzył jej przekroje. Pisał także wiersze i komponował piosenki.
W latach 1962–1964 wystawiał prace na murach Barbakanu w Warszawie, a od 1965 r. prowadził własną pracownię i galerię przy ul. Piwnej. Tam urządzał wernisaże swoich prac, które często kończyły się happeningami z udziałem publiczności.
„Jest to malarstwo na wskroś odkrywcze. Ukazuje niepokój, nerwowość współczesnego czasu jakby w rentgenowskim znaku, człowieka widzianego od środka. Najgłębiej inspiruje go głowa ludzka widziana w przekroju, czy przenikanie się figur w płynności natury. Jest to malarstwo poezji, dźwięczność koloru, splotu form widzianych w błysku oka. Jego obrazy odznaczają się ponadto szlachetnością barw i urzekają niepowtarzalnym stylem. Można je zaliczyć do interesującej sztuki transawangardowej”. (Barbara Popielarczyk-Daszewska, córka artysty)
Jego obrazy znajdują się w muzeach polskich: Muzeum Narodowym w Warszawie, Poznaniu i Gdańsku, Muzeum Częstochowskim i obcych:  Moderna Museet w Sztokholmie, Taides Museum w Oulu, Museum of Modern Art w Miami, Indianapolis Museum of Art, Desert Museum w Palm Springs. Trafiły także do prywatnych kolekcji założonych m.in. przez Dwighta Eisenhowera, Urho Kekkonena, Sukarno, Charles'a de Gaulle'a i Paul-Henriego Spaaka.

## Ciekawostki
- „Ubierał się ekscentrycznie. Nigdy nie włożył normalnego ubrania. Nosił skórzane spodnie, koszule własnego pomysłu i przeróżne kurtki, które sam projektował i szył. Do tego kowbojskie kapelusze ze skóry własnej roboty i przepaski na głowę” (Witold Sadowy).[6]
- „Otworzył wystawę we własnym mieszkaniu - wpuszcza ludzi, fruwa po tym piekielnym wnętrzu, objaśnia, tumani, przestrasza… sadza nas (”bardzo was szanuję, bo jesteście zdolni poeci”!) na podłodze, częstuje zieloną wódką, wmusza okropne herbatniki”. (Stanisław Grochowiak)[7]
- Jeden z obrazów artysty zakupiła królowa Wielkiej Brytanii Elżbieta II.[8]